# Bernstein (gemeente)
Bernstein im Burgenland (Hongaars: Borostyánkő) is een gemeente in de Oostenrijkse deelstaat Burgenland, gelegen in het district Oberwart (OW). De gemeente heeft ongeveer 2400 inwoners.

## Geografie
Bernstein im Burgenland heeft een oppervlakte van 39 km². Het ligt in het uiterste oosten van het land.

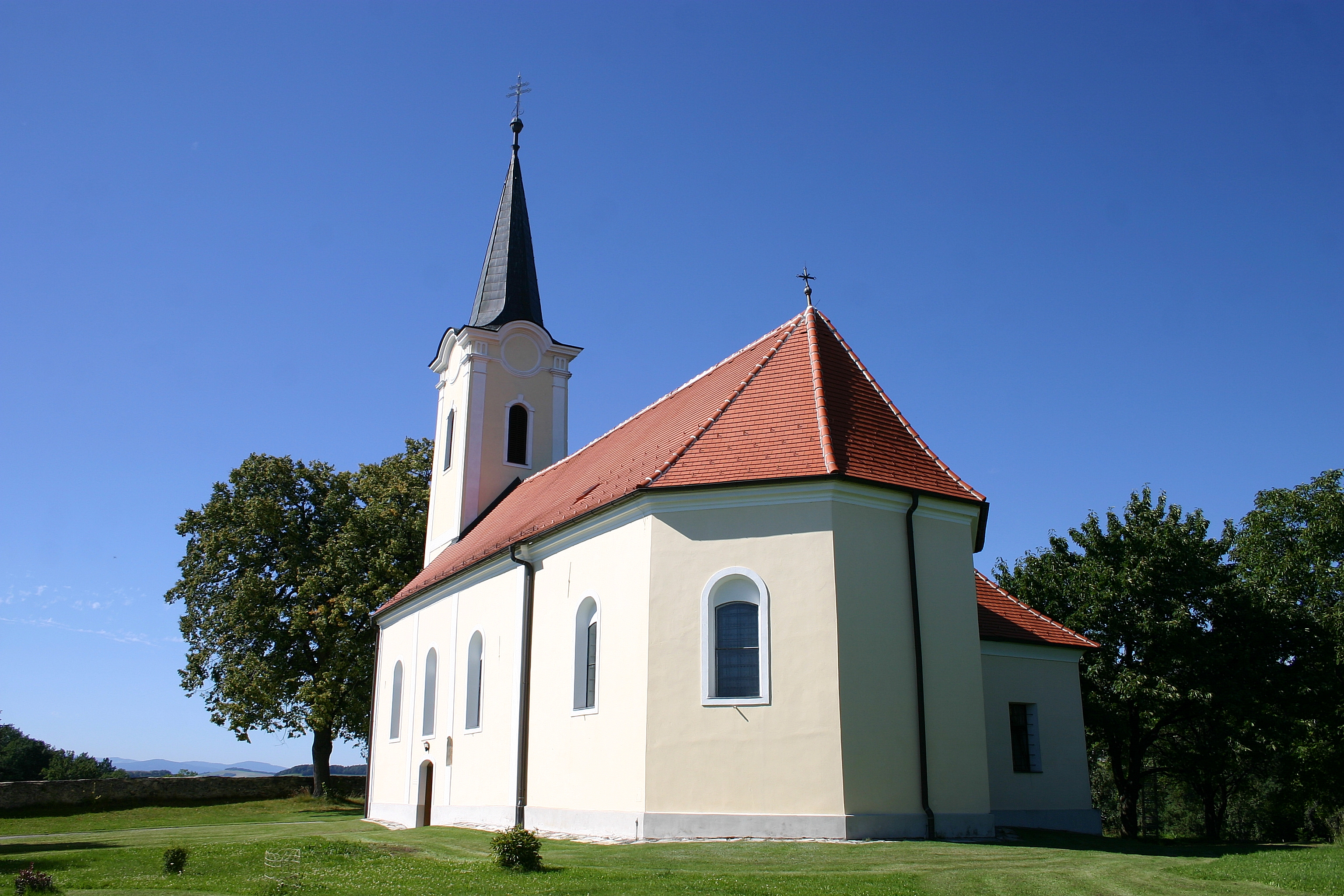
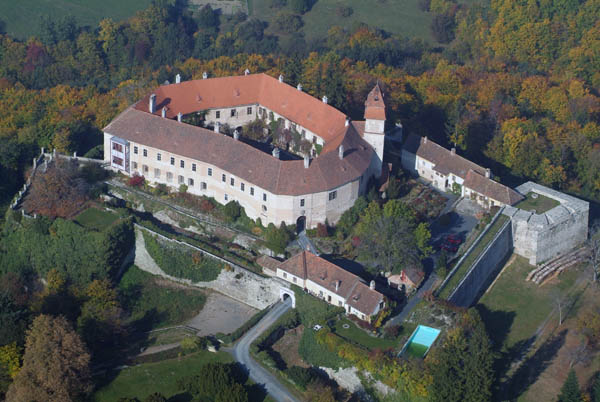
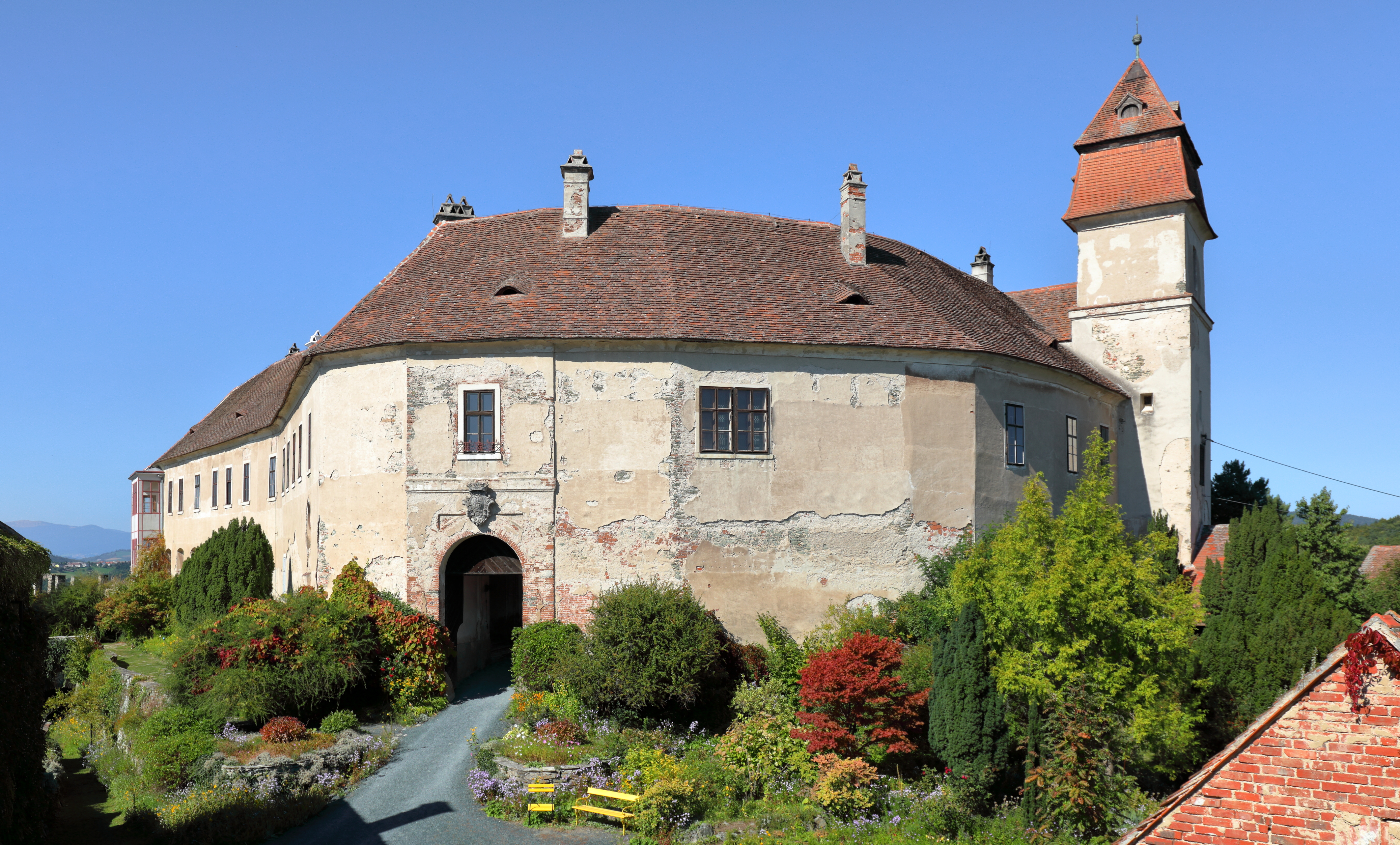
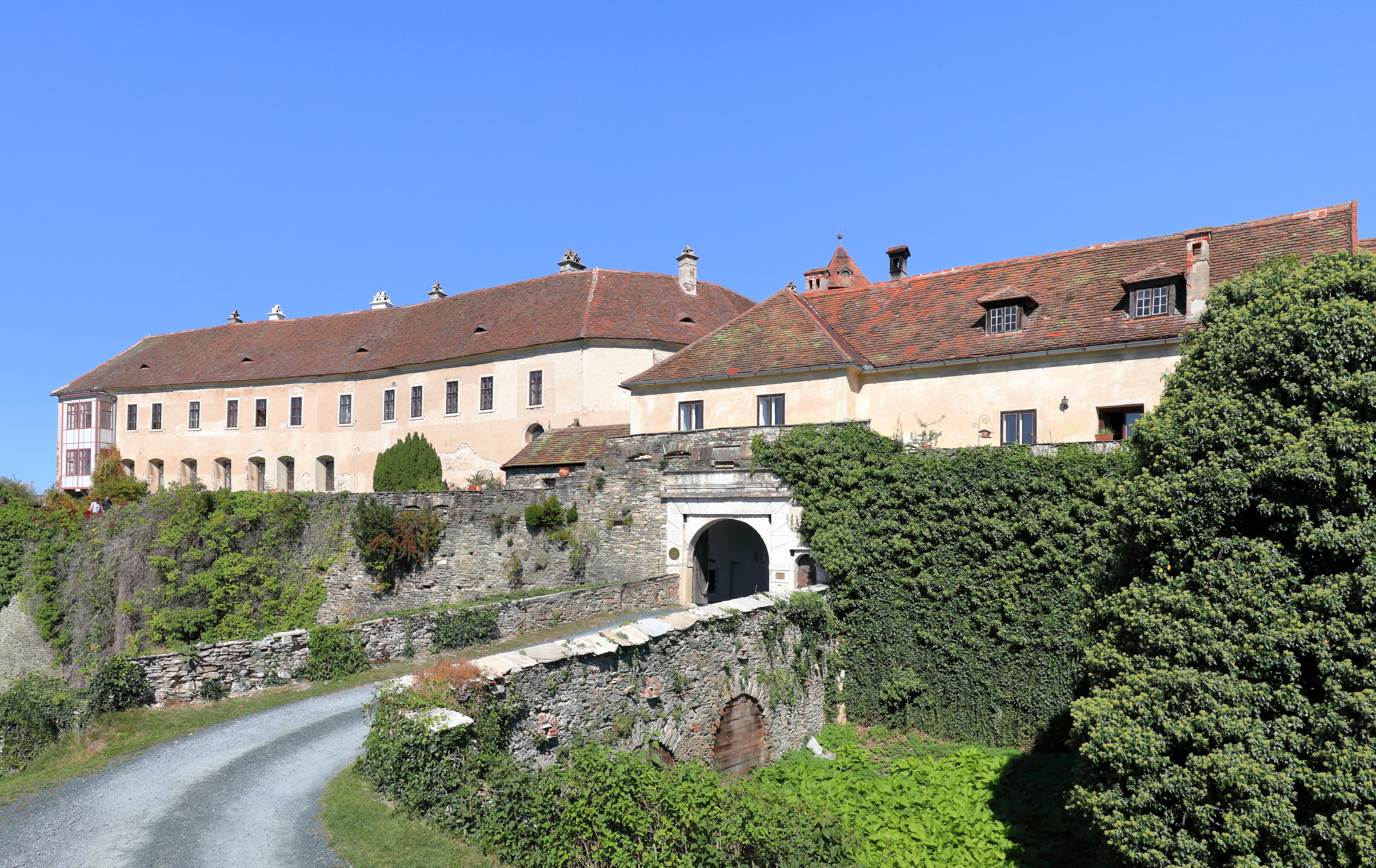

Kadastrale gemeenten zijn Bernstein, Dreihütten, Redlschlag, Rettenbach en Stuben.
Bad Tatzmannsdorf · Badersdorf · Bernstein · Deutsch Schützen-Eisenberg · Grafenschachen · Großpetersdorf · Hannersdorf · Jabing · Kemeten · Kohfidisch · Litzelsdorf · Loipersdorf-Kitzladen · Mariasdorf · Markt Allhau · Markt Neuhodis · Mischendorf · Neustift an der Lafnitz · Oberdorf im Burgenland · Oberschützen · Oberwart · Pinkafeld · Rechnitz · Riedlingsdorf · Rotenturm · Schachendorf · Schandorf · Stadtschlaining · Unterkohlstätten · Unterwart · Weiden bei Rechnitz · Wiesfleck · Wolfau
- Gemeinsame Normdatei: 4362511-3
- MusicBrainz: 5ce2c2fa-08ce-4e3a-ade3-a10269cf1bc2
- Nationale Bibliotheek van Israël: 987007564455505171
- Virtual International Authority File: 138408778